# خورلان ژاکانشا
خورلان ژاکانشا (به انگلیسی: Khorlan Zhakansha؛ زادهٔ ۱۵ ژوئن ۱۹۹۲) یک کشتی‌گیر فرنگی‌کار  اهل قزاقستان است.
از افتخارات وی می‌توان به کسب مدال نقره مسابقات قهرمانی کشتی جهان ۲۰۱۹ اشاره کرد.

## مسابقات قهرمانی کشتی جهان ۲۰۱۹
ژاکانشا در وزن ۵۵ کیلوگرم کشتی فرنگی مسابقات قهرمانی کشتی جهان ۲۰۱۹ نورسلطان حاضر بود که عبدالکریم فرگات از الجزایر، مکس نوری از آمریکا و الدانیز عزیزلی از آذربایجان را شکست داد و به فینال رسید. وی در دیدار نهایی به نوگزاری تسورتسومیا از گرجستان باخت و به مدال نقره وزن ۵۵ کیلوگرم رسید.